# Fucile Dreyse
Il fucile Dreyse (in tedesco Zündnadelgewehr) fu un'arma da fuoco in dotazione nell'Esercito del Regno di Prussia. Esso entrò in servizio nel 1841 come Dreyse Zündnadelgewehr o Dreyse Modello 1841. Fu uno dei più famosi fucili a retrocarica del suo tempo, in grado di sparare 10-12 colpi al minuto. Esso impiegò il primo otturatore girevole-scorrevole alla base delle armi di metà Ottocento.

## Tecnica
Il fucile fu realizzato dal prussiano Johann Nikolaus von Dreyse (1787- 1867), il quale intuì i vantaggi del sistema a retrocarica e scartò l'ipotesi di un fucile con caricamento dal vivo di volata dell'arma.

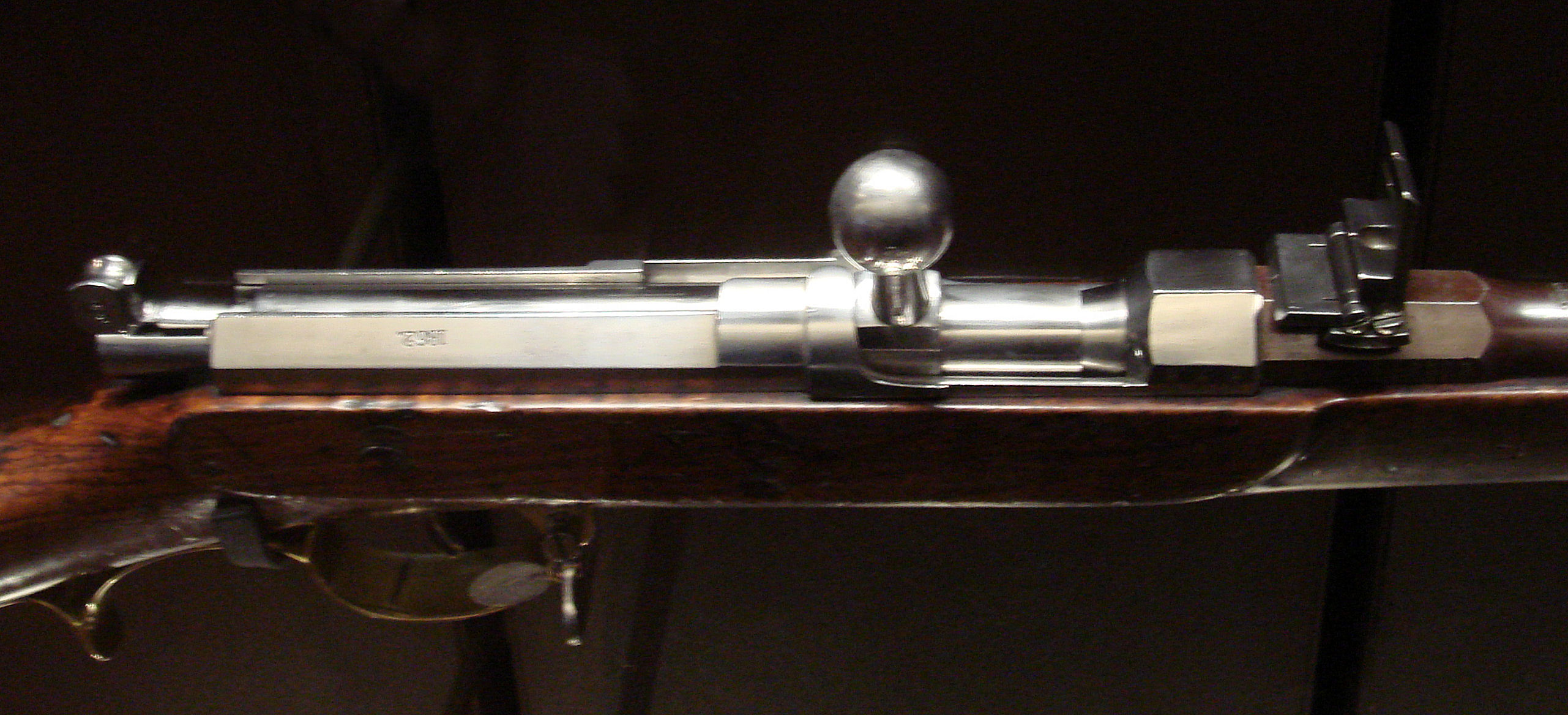
Meccanismo di un Dreyse Modello 1865

Il Dreyse impiegava un otturatore cilindrico girevole-scorrevole. Con appoggio a spalla, il fucile utilizzava una "cartuccia di carta" che aveva l'innesco collocato in una cavità alla base della palla. L'innovativo percussore era costituito da un ago (appunto per questo definito "ad ago") che operava in questo modo: esso doveva perforare la base della cartuccia, penetrare attraverso la polvere fino a raggiungere l'innesco e consentire l'esplosione del colpo.
Il funzionamento prevedeva innanzitutto l'apertura dell'otturatore e l'inserimento della "cartuccia di carta" nella camera. Dopodiché, chiudendo l'otturatore, la compressione della molla dell'ago rendeva pronta all'uso l'arma.
Bisogna osservare che se lo sparo avveniva “regolarmente”, non c'era niente da estrarre dalla camera di cartuccia poiché il bossolo, essendo di carta, bruciava assieme alla polvere nera.

## Storia
La superiorità del fucile Dreyse, che poteva essere ricaricato velocemente e funzionare con il tiratore in posizione prona (ossia con il corpo disteso orizzontalmente e faccia rivolta verso il basso), alzando ed abbassando il corpo tramite le braccia, si rivelò decisiva durante la battaglia di Sadowa contro gli austriaci, i quali dovevano levarsi in piedi  per ricaricare i loro obsoleti moschetti ad avancarica (Fucili Lorenz).
Uno dei suoi più temuti rivali fu il successivo fucile francese Chassepot, ritenuto superiore al Dreyse dato che la velocità alla volata di quest'ultimo era 405 m/s e il tiro utile di 1500 m.
Il Dreyse rimase in dotazione all'esercito prussiano fino all'adozione del Mauser Modello 1871.